# Marie Popelin
Pour les articles homonymes, voir Popelin.
Marie Popelin, née le 16 septembre 1846, à Schaerbeek et morte le 5 juin 1913 à Ixelles, est une juriste, institutrice, directrice d'école et féministe belge. Elle est la première femme docteure en droit de Belgique, en 1888. En 1889 et 1890, le refus des juridictions belges de lui faire prêter le serment d'avocat en raison de son sexe est à l'origine de l'affaire qui porte son nom et de la création, en 1892, de la Ligue belge du droit des femmes.

## Biographie

### Origines
Issue d’une famille bourgeoise et cultivée, Marie Popelin, fille de Joseph Sébastien Popelin et de Jeanne Leyen, est l'aînée de quatre enfants. Sa sœur Louise Popelin, institutrice, pharmacienne et féministe, est la première étudiante en médecine de l'Université libre de Bruxelles et l'une des fondatrice de la Ligue belge du droit des femmes. Sa cousine Magdeleine est une peintre connue pour ses tableaux de paysage.

### Enseignement (1867-1883)
Le 3 octobre 1864, Isabelle Gatti de Gamond ouvre avec le soutien de la ville de Bruxelles et des libéraux, les Cours d’éducation pour jeunes filles, la première école laïque, secondaire pour filles, enseignant des disciplines réservées à l'époque aux seuls garçons. En 1867, elle demande à Marie Popelin et à sa sœur Louise d'y enseigner. Marie Popelin y enseigne de 1870 à 1875.
La Charte de cette institution fut la suivante : « Créer, non une femme libre, telle que la rêve l’imagination désordonnée de quelques sacristains en délire, mais la femme émancipée, honorablement émancipée, par le travail, par le talent et par la science ». Cette phrase qui inspire Marie Popelin dans son combat féministe pour l’émancipation des filles.
En 1875, elle démissionne de son poste en raison de divergences d'opinions pédagogiques et de tensions avec la directrice de l'établissement et prend avec sa sœur la direction de l'École moyenne de Mons, une école primaire pour filles créée par le denier des écoles, la loge La Parfaite Union de Mons et la Ligue de l'Enseignement.
À partir de 1879, elle dirige l’école normale de formation d’institutrices communales de la ville. En 1880, elle enseigne pendant un an les cours normaux temporaires Froebel créés par l’État.
En 1882, Marie et Louise Popelin retournent à Bruxelles. Marie Popelin y dirige alors l’école moyenne de Laeken.

### Études de droit (1883-1888)
En 1883, Marie Popelin est relevée de ses fonctions pour des raisons administratives. Âgée de 37 ans, elle décide de commencer des études de droit à l’Université libre de Bruxelles, qui a ouvert ses cours aux femmes en 1880, ouvrant la voie à l'émancipation féminine et à la reconnaissance de l'égalité.
Le 12 juillet 1888, elle devient la première femme docteur en droit, avec distinction.

### Engagement féministe (1888-1913)

#### «L'affaire Popelin» (1888-1889)
Ses études terminées, Marie Popelin envisage de défendre les droits de tout citoyen en devenant avocate. Le 3 décembre 1888, représentée par l'avocat Louis Frank, elle demande à prêter le serment préalable au métier d'avocat. Le 12 décembre 1888, la cour d'appel refuse, alors qu'aucune disposition législative n'interdisait expressément l'accès des femmes aux professions juridiques. Pour cela, la cour affirme qu'il n'y a jamais eu de femmes exerçant cette profession. Elle se rapporte ensuite à une loi de 1810 relative à l’organisation de l’ordre des avocats, où il n'est nullement fait mention du genre féminin, pour en déduire que cette loi ne prévoit pas la possibilité pour les femmes de faire partie de l'ordre des avocats. Enfin, la cour se fonde sur le statut d'incapacité juridique de la femme dans le Code civil. La cour rappelle ainsi la nature du sexe féminin et la mission sociale qui lui est prédestinée : de par son sexe, elle devait se vouer corps et âme à sa tâche, assignée par nature, qui comprend le maintien et la cohésion de la famille et ne pouvait donc point assumer la tâche de représentation des citoyens. Alors que Marie Popelin était âgée de 42 ans, célibataire et sans enfants, le procureur général Van Schoor déclara que « les exigences et sujétions de la maternité, l’éducation que la femme doit à ses enfants, la direction de son ménage et du foyer confiés à ses soins, la placent dans des conditions peu conciliables avec les devoirs de la profession d’avocat et ne lui donnent ni les loisirs, ni la force, ni les aptitudes nécessaires aux luttes et aux fatigues du barreau »,.
Le 11 novembre 1889, la Cour de cassation rejette le pourvoi contre l'arrêt de la cour d'appel, déclarant que la question de l'accès des femmes aux professions juridiques était réservée au législateur.
Après ce refus, Marie Popelin travaille dans un cabinet d'avocat, sans pouvoir exercer au prétoire, en donnant des consultations juridiques et en préparant des dossiers pour les membres du barreau.
L'affaire Popelin est vécue comme un échec pour les féministes belges et est à l'origine de la création de la Ligue belge du droit des femmes.

#### Création du mouvement féministe belge
En 1892, Louis Frank publie à Paris lors de son procès un ouvrage s’intitulant : « Essai sur la condition politique de la femme » qui amènera de nombreux commentaires[En quoi ?]. En 1893, May Sewall, présidente du Conseil national des femmes aux États-Unis, propose à Marie Popelin de créer une antenne belge au Conseil international des femmes (CIF), fondé en 1888[réf. nécessaire].

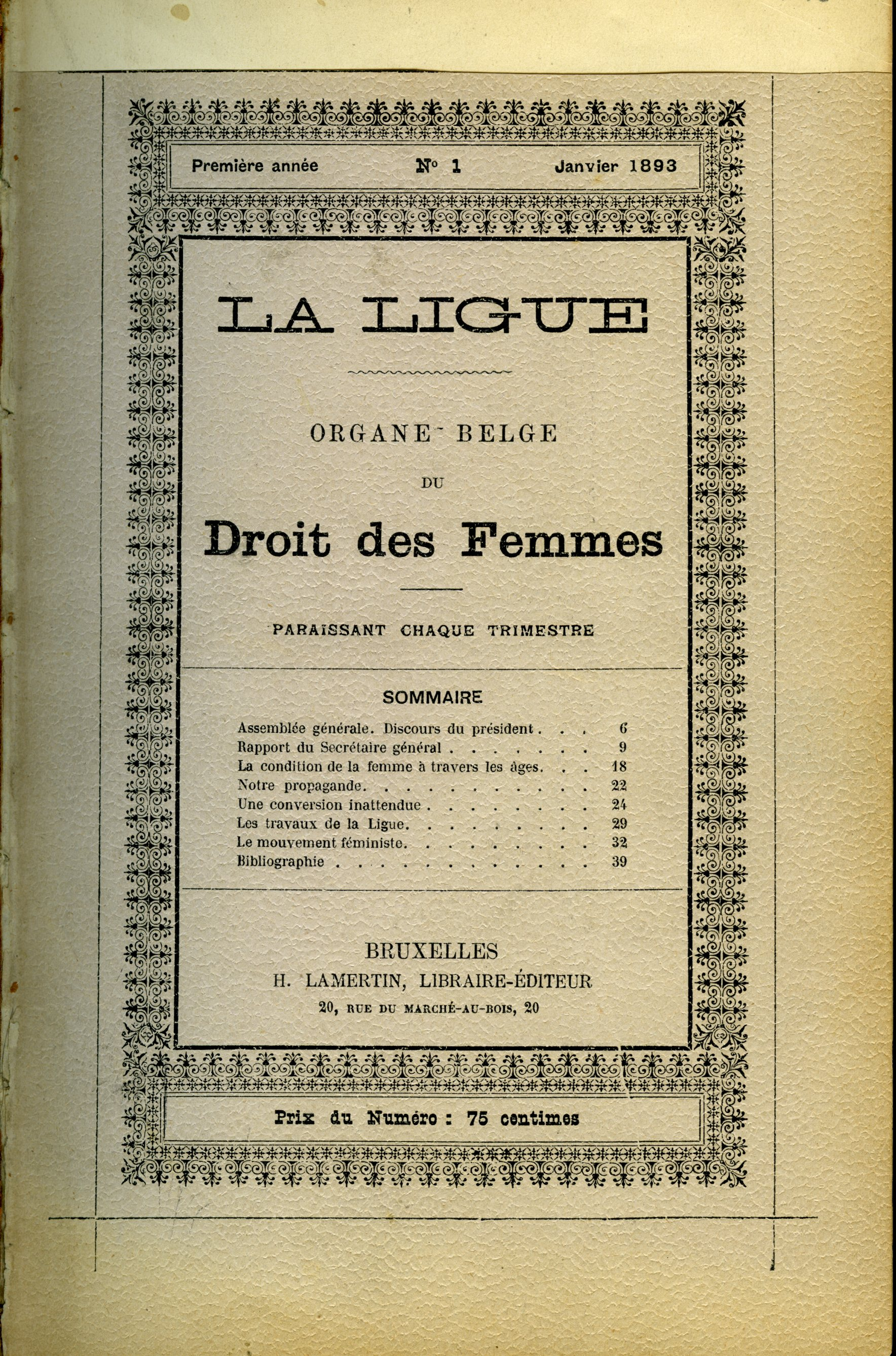
Couverture de la revue La Ligue

Avec Louise, sa sœur, Louis Frank, Isala Van Diest, première femme universitaire et médecin de Belgique, Hector Denis, recteur de l’Université libre de Bruxelles, Léonie La Fontaine et son frère Henri La Fontaine, avocat au barreau de Bruxelles et Prix Nobel de la paix en 1913, Marie Popelin crée la Ligue belge du droit des femmes en 1892. L'objectif de cette première association féminine de Belgique est de défendre et de protéger les droits des femmes, notamment auprès des pouvoirs publics, afin d'obtenir l'égalité entre les femmes et les hommes, juridiquement et dans la société. À cet égard, Marie Popelin explique que « la femme est autre chose qu’épouse et mère, elle peut aussi avoir des aptitudes spéciales qu’elle doit avoir le droit d’appliquer. Elle a le droit au respect et ne peut être considérée comme satellite de l’homme ».
Elle milite pour un féminisme modéré, différent à la fois d'un féminisme refusant toute collaboration avec les hommes et d'un mouvement conservateur limitant le rôle des femmes aux tâches ménagères. Elle agit en faveur de l'égalité économique, professionnelle et sociale des femmes. Elle participe à nombre de congrès féministes de Paris, Londres et Berlin et se familiarise avec la problématique mondiale de l'émancipation féminine. Une revue intitulée « La Ligue, organe belge du droit des femmes » est créée afin d'informer sur l'évolution du statut des femmes en Belgique et dans le monde.
En 1897, Marie Popelin organise le congrès féministe international à Bruxelles. À partir de ce moment, les déléguées du Conseil international des femmes de Belgique décide de rassembler leur force au sein d’un organe national. En 1898, Louis Frank et Marie Popelin organisent le Congrès féministe international de Bruxelles[réf. nécessaire]. 
Dès 1900, Marie Popelin tente de réunir les différentes associations féministes belges en créant les « Dîners féministes ».
En 1902, l’Union féministe belge tente de réunir les organisations de femmes au-delà de leurs tendances politiques et philosophiques mais disparait rapidement.
En 1905, Marie Popelin parvient à regrouper les différentes tendances féministes belges au sein du Conseil national des femmes belges en réunissant la Ligue belge du droit des femmes, l’Union des Femmes Belges contre l’Alcoolisme et la Société Belge, pour améliorer le sort des femmes.
En 1912, lors du 20e anniversaire de la fondation de la Ligue, Marie Popelin organise, à Bruxelles, un congrès féministe international portant sur les femmes et leur situation économique, afin de promouvoir l'égalité civile puis politique entre les femmes et les hommes. Lors de ce congrès, elle constate que plusieurs lois favorables à l'émancipation des femmes ont été adoptées. Ainsi, depuis une loi de 1900, elles peuvent déposer et retirer de l'argent à la Caisse d'épargne, sans l'assistance de leur mari. En 1908, la recherche de paternité est autorisée et une loi autorise les femmes à témoigner dans les actes d'état civil. Enfin, une loi de 1909 leur donne le droit d'exercer la tutelle et de faire partie des conseils de famille.

### Mort
Marie Popelin meurt le 5 juin 1913 à Ixelles. Son combat est poursuivi par Léonie La Fontaine et par Jane Brigode qui lui succède à la tête de la Ligue belge du droit des femmes. À cette époque, le Conseil National Féministe Belge réunit onze associations féministes en son sein.

## Postérité et hommages

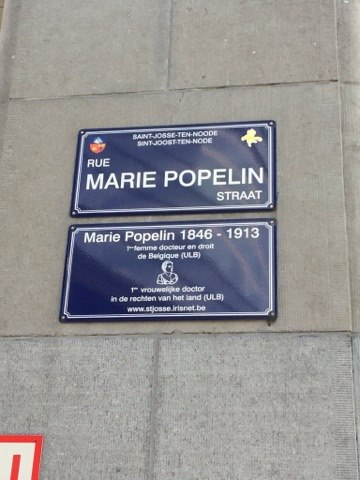
Rue Marie Popelin – Marie Popelinstraat

Les femmes belges obtiennent la possibilité de devenir avocate, avec le consentement de leur mari, par une loi du 7 avril 1922. Par une loi du 14 juillet 1976, le législateur consacre la stricte égalité entre homme et femme et supprime l'autorité maritale en modifiant les articles 212 à 216 du code civil.
Une rue à son nom a été inaugurée en 2008 dans la commune de Saint-Josse-ten-Noode,,.
Dans la résolution 3010 (XXVII) du 18 décembre 1972, adoptée par l’Assemblée générale, l’Organisation des Nations unies a proclamé l’année 1975 comme « Année internationale de la Femme » et préconisé l'émission de timbres commémoratifs. La régie des postes a émis un timbre à l'effigie de Marie Popelin, accompagnée d'une colombe, symbole de paix, du symbole de Vénus, représentant la féminité, et le signe mathématique de l'égalité.
Le 6 mars 2009, un hommage est rendu à Marie Popelin dans la salle des audiences solennelles de la Cour de cassation, à Bruxelles, par le président de la Cour et celui de l'Université libre de Bruxelles, ainsi que par des avocates belges ou non qui témoignèrent de leurs expériences et de la possibilité de concilier une vie de femme et d'avocate.
À la suite de cet hommage, une plaque commémorative en l'honneur de Marie Popelin est installée au première étage du Palais de Justice.
En 2011, à l’occasion des 100 ans de la Journée internationale des femmes, l'avocat Jacques Fierens et l'avocate Drita Dushaj ont demandé au conseil de l'Ordre du barreau d'accorder à Marie Popelin le titre d'avocate de manière posthume, afin de réparer l'injustice dont elle a été victime, pour reconnaître les discriminations subies par les femmes à travers le monde et pour relativiser les raisonnements juridiques fondés sur la nature des êtres et la lecture trop littérale de la loi[réf. nécessaire]. Néanmoins, le conseil de l'Ordre s'y refuse, seules les personnes ayant prêté le serment d'avocat pouvant obtenir ce statut, excluant ainsi Marie Popelin. Malgré ce refus, Jacques Fierens estime que le conseil pourrait changer son interprétation de la loi exigeant dix ans d'inscription au barreau afin d'obtenir le titre d'avocat et adopter une position moins stricte.
En 2011, la Banque nationale a émis 5 millions d’exemplaires de pièces commémoratives de 2 euros à l'effigie de Marie Popelin et d'Isala Van Diest, qui sont représentées avec les symboles de leurs professions,,. Il s'agit des premières femmes ne faisant pas partie de la famille royale à figurer sur des pièces commémoratives belges de 2 euros.
L'astéroïde (11090) Popelin, découvert en 1994, est nommé en son honneur.
En 2018, la commune d'Evere fait construire une nouvelle école fondamentale qui portera le nom de Marie Popelin.
Une salle de commission de la Chambre des représentants de Belgique a été nommée en son honneur.